# Television Saitama
Television Saitama Co., Ltd. (株式会社テレビ埼玉?, Kabushiki-gaisha Terebi Saitama) abbreviato in TVS, anche conosciuto come Teletama (テレ玉?, Teretama) è una società televisiva giapponese libera da canoni, con sede ad Urawa-ku, nella prefettura di Saitama. Il suo campo di copertura previsto sarebbe appunto la prefettura di Saitama, ma è possibile riceverlo anche nelle zone limitrofe. Teletama è una televisione terrestre "indipendente", cioè non facente parte di nessuno dei principali network nazionali con sede a Tokyo e Osaka. Teletama fa parte del JAITS, (Japanese Association of Independent Television Stations) associazione delle televisioni indipendenti giapponesi. Le trasmissioni di Teletama sono ufficialmente iniziate il 1º aprile 1979.